# 구이도 마릴룬고
구이도 마릴룬고(이탈리아어: Guido Marilungo, 1989년 8월 9일 ~ )는 이탈리아의 축구 선수이다. 현재는 세리에 C의 클럽 테르나나에서 뛰고 있다.